# Коттела, Морис
Морис Коттела (Maurice Kottelat, родился в 1957 году в Делемон, Швейцария) — швейцарский учёный, ихтиолог.
В 1976 году поступил в университет города Нёвшатель и защитил диплом в 1987 году. В 1980 году он отправился в Таиланд и начал полевые исследования видов пресноводных рыб Юго-Восточной Азии и Индонезии. В 1997 году он написал важную работу по роду Coregonus, включающего виды рыб, обитающих в Женевском озере, Боденском озере и других швейцарских озёрах.
В составе международной группы зоологов (Морис Коттела из Швейцарии, Тан Хеок Ху из Национального университета Сингапура, Кай-Эрик Витте из Германии и Ральф Бритц из Великобритании) нашёл в болотах острова Суматра самую маленькую рыбу на Земле.  Вид, названный Paedocypris progenetica, отнесен к семейству Карповых (Cyprinidae). Сообщение об этом открытии и описание нового вида опубликованы в журнале Королевского общества (The Royal Society) – британской академии наук..
Всего он описал более 440 видов рыб
4 ноября 2006 года Коттела получил степень доктора наук Honoris causa в университете города Нёвшатель.
Также он занимал должность президента Европейского ихтиологического общества.

## Избранные труды
- 1990 Maurice Kottelat: Indochinese Nemacheilines, a revision of nemacheiline loaches (Pisces: Cypriniformes) of Thailand, Burma, Laos, Cambodia and southern Viet Nam. 180 text-figures. 8vo, pp. 262[8]
- 1996 Maurice Kottelat: Freshwater Biodiversity in Asia: With Special Reference to Fish[9]
- 1997 Maurice Kottelat: European Freshwater fishes. An heuristic checklist of the freshwater fishes of Europe (exclusive of former USSR), with an introduction for non-systematists and comments on nomenclature and conservation. Biologia (Bratislava) Sect. Zool., 52 (Suppl.):271 pp[8]
- 1997 Maurice Kottelat: Freshwater Fishes of Western Indonesia and Sulawesi[9]
- 1998 Maurice Kottelat: Fishes of Brazil - An Aid to the Study of Spix and Agassiz's (1829-31) Selecta Genera et Species Piscium Brasiliensium Including an English Translation of the Entire Text by V.L. Wirasinha and Reproduction of all Illustrations[8]
- 2001 Maurice Kottelat : Fishes of Laos[8]
- 2001 Maurice Kottelat: Freshwater fishes of Northern Vietnam: A preliminary check-list of the fishes known or expected to occur in Northern Vietnam : with comments on systematics and nomenclature[8]
- 2007 Maurice Kottelat & Jörg Freyhof: Handbook of European Freshwater Fishes Published by the authors. ISBN 978-2-8399-0298-4[10]